# Командний чемпіонат Європи із шахів 1970
4-й командний чемпіонат Європи з шахів
Фінал четвертого командного чемпіонату Європи з шахів проходив у Капфенберзі від 9 до 18 травня 1970 року. У ньому взяли участь 17 команд.
Порядок проведення: 4 півфінали (3 півфінали у два кола, один — в 1 коло) та фінал; з 3-го і 4-го півфіналу у фінал виходили по 2 команди.
За однакової кількості очок у фінал виходили команди з більшою кількістю виграних матчів. Без відбіркових змагань до фіналу потрапили команди СРСР і Югославії — переможці попереднього 3-го чемпіонату Європи. Вигравши всі матчі, радянські шахісти стали переможцями чемпіонату — 52½ очка. 2-е місце посіла команда Угорщини — 41 очко, 3-є — НДР — 39½.

## Півфінали

### 1-а група
| № | Команда    | 1  | 2 | 3  | 4  |  | + | − | = | Очки |
| - | ---------- | -- | - | -- | -- |  | - | - | - | ---- |
| 1 | Іспанія    |    | 5 | 7½ | 7½ |  | 2 | 0 | 1 | 20   |
| 2 | Нідерланди | 5  |   | 6  | 8  |  | 2 | 0 | 1 | 19   |
| 3 | Швейцарія  | 2½ | 4 |    | 5½ |  | 1 | 2 | 0 | 12   |
| 4 | Бельгія    | 2½ | 2 | 4½ |    |  | 0 | 0 | 3 | 9    |

### 2-а група
| № | Команда  | 1                       | 1                       | 2                       | 2                       | 3                       | 3                       |                         | +                       | −                       | =                       | Очки                    |
| - | -------- | ----------------------- | ----------------------- | ----------------------- | ----------------------- | ----------------------- | ----------------------- | ----------------------- | ----------------------- | ----------------------- | ----------------------- | ----------------------- |
| 1 | Данія    |                         |                         | 5                       | 5½                      | 8                       | 9½                      |                         | 3                       | 0                       | 1                       | 28                      |
| 2 | ФРН      | 5                       | 4½                      |                         |                         | 9                       | 9½                      |                         | 2                       | 1                       | 1                       | 28                      |
| 3 | Ірландія | 2                       | ½                       | 1                       | ½                       |                         |                         |                         | 0                       | 4                       | 0                       | 24                      |
| 4 | Англія   | Відмовилась від участі. | Відмовилась від участі. | Відмовилась від участі. | Відмовилась від участі. | Відмовилась від участі. | Відмовилась від участі. | Відмовилась від участі. | Відмовилась від участі. | Відмовилась від участі. | Відмовилась від участі. | Відмовилась від участі. |

### 3-я група
| № | Команда        | 1 | 1  | 2 | 2  | 3  | 3  | 4  | 4  |  | + | − | = | Очки |
| - | -------------- | - | -- | - | -- | -- | -- | -- | -- |  | - | - | - | ---- |
| 1 | Угорщина       |   |    | 5 | 6  | 5  | 6½ | 7  | 7½ |  | 4 | 0 | 2 | 37   |
| 2 | Чехословаччина | 5 | 4  |   |    | 6  | 7½ | 7  | 7  |  | 4 | 1 | 1 | 36½  |
| 3 | Австрія        | 5 | 3½ | 4 | 2½ |    |    | 5½ | 4½ |  | 1 | 4 | 1 | 25   |
| 4 | Швеція         | 3 | 2½ | 3 | 3  | 4½ | 5½ |    |    |  | 1 | 5 | 0 | 21½  |

### 4-я група
| № | Команда  | 1  | 1 | 2  | 2 | 3 | 3 | 4  | 4  |  | + | − | = | Очки |
| - | -------- | -- | - | -- | - | - | - | -- | -- |  | - | - | - | ---- |
| 1 | Болгарія |    |   | 6½ | 3 | 7 | 5 | 9½ | 9  |  | 4 | 1 | 1 | 40   |
| 2 | НДР      | 3½ | 7 |    |   | 6 | 4 | 9  | 8  |  | 4 | 2 | 0 | 37½  |
| 3 | Румунія  | 3  | 5 | 4  | 6 |   |   | 9½ | 10 |  | 3 | 2 | 1 | 37½  |
| 4 | Греція   | ½  | 1 | 1  | 2 | ½ | 0 |    |    |  | 0 | 6 | 0 | 5    |

## Фінал
| № | Команда        | 1  | 2  | 3  | 4  | 5  | 6  | 7  | 8  |  | + | − | = | Очки |
| - | -------------- | -- | -- | -- | -- | -- | -- | -- | -- |  | - | - | - | ---- |
| 1 | СРСР           |    | 6½ | 8  | 6½ | 7  | 7  | 8  | 9½ |  | 7 | 0 | 0 | 52½  |
| 2 | Угорщина       | 3½ |    | 5½ | 4½ | 6½ | 6½ | 7½ | 7  |  | 5 | 2 | 0 | 41   |
| 3 | НДР            | 2  | 4½ |    | 5  | 7  | 6  | 9  | 6  |  | 4 | 2 | 1 | 39½  |
| 4 | Югославія      | 3½ | 5½ | 5  |    | 4½ | 4½ | 7  | 7½ |  | 3 | 3 | 1 | 37½  |
| 5 | Чехословаччина | 3  | 3½ | 3  | 5½ |    | 5½ | 8  | 8½ |  | 4 | 3 | 0 | 37   |
| 6 | Болгарія       | 3  | 3½ | 4  | 5½ | 4½ |    | 5½ | 8  |  | 3 | 4 | 0 | 34   |
| 7 | Іспанія        | 2  | 2½ | 1  | 3  | 2  | 4½ |    | 5½ |  | 1 | 6 | 0 | 20½  |
| 8 | Данія          | ½  | 3  | 4  | 2½ | 1½ | 2  | 4½ |    |  | 0 | 7 | 0 | 18   |

## Склади команд-призерів
| СРСР - Тигран Петросян (+1 −0 =5) - Віктор Корчний (+2 −0 =4) - Лев Полугаєвський (+4 −1 =2) - Юхим Геллер (+3 −1 =2) - Василь Смислов (+4 −0 =2) - Марк Тайманов (+4 −0 =2) - Михайло Таль (+4 −0 =2) - Пауль Керес (+5 −0 =0) - Леонід Штейн (+3 −1 =2) - Ратмір Холмов (+3 −0 =3) - Юрій Балашов (+2 −0 =3) - Айварс Гіпсліс (+3 −0 =2) | Угорщина - Лайош Портіш (+1 −0 =6) - Левенте Лендьєл (+1 −1 =5) - Ласло Сабо (+2 −1 =3) - Гедеон Барца (+1 −2 =3) - Ласло Барцаї (+1 −2 =3) - Іштван Білек (+3 −0 =4) - Петер Дей (+2 −1 =3) - Іштван Чом (+2 −0 =4) - Дьожьо Форінтош (+6 −1 =0) - Карой Хонфі (+1 −2 =2) - Андраш Адор'ян (+1 −0 =3) - Ервін Хааг (+1 −0 =2) | НДР - Вольфганг Ульман (+2 −0 =5) - Буркхард Маліх (+2 −0 =5) - Райнхарт Фукс (+0 −1 =5) - Артур Хеннінгс (+2 −2 =3) - Хайнц Ліберт (+4 −2 =1) - Лотар Цінн (+3 −1 =3) - Ф. Баумбах (+0 −1 =5) - Лутц Эспіг (+2 −2 =1) - В. Гольц (+3 −2 =1) - Лотар Фогт (+0 −2 =1) - М. Шьонеберг (+4 −0 =2) - Д. Нойкірх (+0 −0 =3) |

## Найкращі результати за шахівницями і серед запасних учасників
- 1-а шахівниця — Вольфганг Ульман — 4½ очка з 7;
- 2-а — Мирослав Філіп — 5 із 7;
- 3-а — Лев Полугаєвський — 5 із 7;
- 4-а — Юхим Геллер — 4 з 6;
- 5-а — Василь Смислов — 5 із 6;
- 6-а — Марк Тайманов — 5 із 6;
- 7-а — Михайло Таль — 5 із 6;
- 8-а — Пауль Керес — 5 із 5;
- 9-а — Дьожьо Форінтош —— 6 із 7;
- 10-а — Ратмір Холмов — 4½ з 6;
- запасні — М. Шьонеберг — 5 із 6, Х. Геренський (Болгарія) — 4½ з 5.